# Системи спілкування
Систе́ми спілкува́ння — це клас систем штучного інтелекту, що орієнтовані не лише на вирішення деякої інтелектуальної задачі, а ще й на спілкування з так званим непідготованим, або кінцевим, користувачем, що здійснюється під час розв'язки цієї задачі. Проблема спілкування виникла як результат прагнення усунути бар'єр, що існує між користувачем та комп'ютером у вигляді штучних мов для внутрішнього подання інформації та програмування.
Існує два основних види спілкування: однобічне, коли машина сприймає інструкції природною мовою та реагує на них відповідним чином, і двобічне, що являє собою діалог між користувачем та ЕОМ. Якщо однобічне спілкування спрямовано головним чином на створення певних зручностей для користувача, розширюючи його можливості використання ЕОМ, то діалог являє собою також розширення можливостей машини. Тобто в діалозі відбувається інтеграція природного інтелекту людини та штучного інтелекту машини. В таких умовах з'являється можливість розв'язувати складніші задачі, застосовувати гнучкіші та ефективніші засоби їх розв'язання. Одним з основних засобів, що забезпечують можливість спілкування з ЕОМ природною мовою, є знання, які подано в системах штучного інтелекту в формалізованому вигляді.